# José Antonio Cabrera Sánchez
José Antonio Cabrera Sánchez (Huércal-Overa, 1924 - Granollers, 15 de noviembre de 2009) fue un jugador de balonmano español en las modalidades de a once jugadores y a siete, disputando los Campeonatos de España de balonmano a once y la División de Hono+
Resolutivo defensa central, dejó muchos amigos en el mundo del balonmano tras su retirada. Virtuoso de los discursos y arengas. Fue el capitán en todo el sentido de la palabra, del BM Granollers más pletórico de mediados del siglo XX. Se le concedió la Medalla al Mérito deportivo el año 1956.
Al igual que Joan Barbany, inició su carrera en el FJ Granollers emigrando posteriormente al poderoso vecino FC Barcelona para conquistar los títulos de Campeón de España y Campeón de Cataluña de balonmano a once los años 1949 y 1951. Regresó al club de su ciudad y repetiría la hazaña en 1956 y 1959.

## Trayectoria
- FJ Granollers
- FC Barcelona
- BM Granollers

## Palmarés clubes
- Balonmano a 11
  - 4 Campeonato de España de balonmano a once: 1948-49, 1950-51, 1948-49 y 1958-59
  - 4 Campeonato de Cataluña de balonmano a once: 1948-49, 1950-51, 1948-49 y 1958-59

- Balonmano a 7
  - 3 Primera División: 1955-56, 1956-57 y 1957-58
  - 3 División de Honor: 1958-59, 1960-61 y 1961-62
  - 1 Copa del Generalísimo: 1957-58

## Palmarés selección
- 1 partido internacional ante la selección de Francia
- 1 partido internacional ante la selección de Austria
- 1 partido internacional ante la selección de Suecia
- 1 partido internacional suplente ante la selección de Francia